# Личинкоїд західний
Личинкоїд західний (Campephaga petiti) — вид горобцеподібних птахів родини личинкоїдових (Campephagidae). Мешкає в Центральній Африці.

## Поширення і екологія
Окремі популяції західних личинкоїдів мешкають на кордоні Нігерії та Камеруну, від Габону через Республіку Конго і ДР Конго до північно-західної Анголи, на кордоні ДР Конго і Уганди та в центральній Кенії. Західні личинкоїди живуть в рівнинних і гірських вологих тропічних лісах.